# KK Beovuk 72
O Košarkaški klub Beovuk 72 (em português:  Beovuk 72 Basquetebol Clube), conhecido também apenas como Beovuk 72, é um clube de basquetebol baseado em Belgrado, Sérvia que atualmente disputa a KLS. Manda seus jogos no Centro Esportivo Vizura com capacidade para 1.500 espectadores.

## Histórico de Temporadas
| Temporada | Nível | Liga   | Pos. | J     | PL | Resultado          |
| --------- | ----- | ------ | ---- | ----- | -- | ------------------ |
| 2011-12   | 2     | B Liga | 8    | 13-13 |    |                    |
| 2012-13   | 2     | 2.MLS  | 7    | 12-14 |    |                    |
| 2013-14   | 2     | 2.MLS  | 10   | 12-14 |    |                    |
| 2014-15   | 2     | 2.MLS  | 2    | 21-5  |    | Promovidofinalista |
| 2015-16   | 1     | KLS    | 7    | 13-13 |    |                    |
| 2016-17   | 1     | KLS    | 5    | 14-12 |    |                    |
| 2017-18   | 1     | KLS    |      |       |    |                    |
| 2018-19   | 1     | KLS    | 14   | 3-23  |    | Rebaixamento       |

fonte:eurobasket.com

## Títulos

### Competições domésticas
- Liga Sérvia de Basquetebol (segunda divisão)

Finalista (1): 2014-15